# Guillaume Thierry
Patrick Guillaume Llyod Thierry (Moka, 15 settembre 1986) è un ex multiplista mauriziano.

## Carriera
Thierry si è avvicinato nel 2003 all'atletica competendo per il proprio paese inizialmente nel salto con l'asta. È poi passato alle discipline multiple vincendo numerose competizioni a livello continentale.

## Record nazionale
- Decathlon: 7.591 p. ( Brazzaville, 14 settembre 2015)[1]

## Palmarès
| Anno | Manifestazione                         | Sede         | Evento           | Risultato | Prestazione | Note             |
| ---- | -------------------------------------- | ------------ | ---------------- | --------- | ----------- | ---------------- |
| 2003 | Mondiali allievi                       | Sherbrooke   | Salto con l'asta | 13º       | 4,70 m      |                  |
| 2005 | Africani juniores                      | Radès        | Decathlon        | Oro       | 6.838 p.    |                  |
| 2006 | Africani                               | Bambous      | Decathlon        | 6º        | 6.602 p.    |                  |
| 2006 | Africani                               | Bambous      | Salto con l'asta | 5º        | 4,20 m      |                  |
| 2006 | Giochi del Commonwealth                | Melbourne    | Decathlon        | 8º        | 6.746 p.    |                  |
| 2007 | Giochi panafricani                     | Algeri       | Decathlon        | 5º        | 7.186 p.    |                  |
| 2007 | Giochi panafricani                     | Algeri       | Salto con l'asta | 6º        | 4,60 m      |                  |
| 2007 | Giochi delle isole dell'Oceano Indiano | Antananarivo | Decathlon        | Oro       | 7.283 p.    |                  |
| 2008 | Africani                               | Addis Abeba  | Decathlon        | NF        | NF          |                  |
| 2009 | Giochi della Francofonia               | Beirut       | Decathlon        | 5º        | 7.032 p.    |                  |
| 2010 | Africani                               | Nairobi      | Decathlon        | Bronzo    | 7.100 p.    |                  |
| 2010 | Giochi del Commonwealth                | Delhi        | Decathlon        | 12º       | 6.875 p.    |                  |
| 2011 | Giochi panafricani                     | Maputo       | Decathlon        | Argento   | 7.481 p.    |                  |
| 2011 | Giochi delle isole dell'Oceano Indiano | Victoria     | Decathlon        | Argento   | 7.456 p.    |                  |
| 2012 | Africani                               | Porto-Novo   | Decathlon        | Bronzo    | 7.212 p.    |                  |
| 2013 | Giochi della Francofonia               | Nizza        | Decathlon        | Bronzo    | 7.511 p.    |                  |
| 2014 | Africani                               | Marrakech    | Decathlon        | Argento   | 7.312 p.    |                  |
| 2014 | Giochi del Commonwealth                | Glasgow      | Decathlon        | 11º       | 7.303 p.    |                  |
| 2015 | Giochi delle isole dell'Oceano Indiano | Saint-Denis  | Decathlon        | Argento   | 7.344 p.    |                  |
| 2015 | Giochi panafricani                     | Brazzaville  | Decathlon        | Oro       | 7.591 p.    | Record nazionale |
| 2016 | Africani                               | Durban       | Decathlon        | 4º        | 6.812 p.    |                  |